# Rang-kul (tó)
A Rang-kul lefolyástalan tó Tádzsikisztánban, a Hegyi-Badahsán Autonóm Területen, a Pamírban. A tó felszíne 7,8 km², 3782 m tengerszint feletti magasságon  fekszik. Legnagyobb mélysége  2,5 m, szélessége 5,7 km, hosszúsága 2,3 km.